# جاي فورمان
جاي فورمان (بالإنجليزية: Jay Furman)‏ هو شخصية أعمال أمريكي، ولد في 15 يوليو 1942، وتوفي في 4 يناير 2015.